# Organo della chiesa di Santa Corona

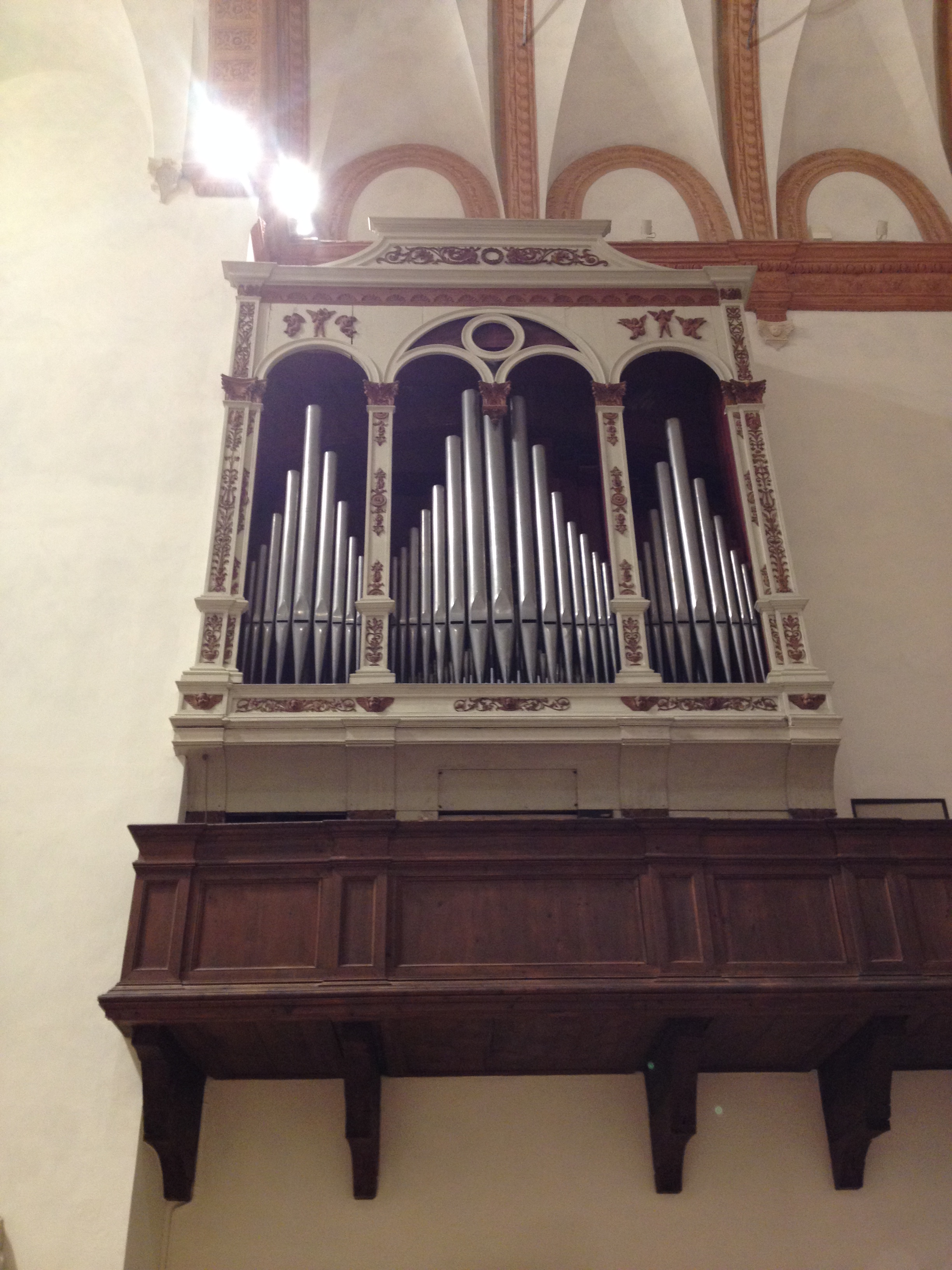
Organo G.B. De Lorenzi (1855-56) del Tempio di Santa Corona in Vicenza

L'organo della Chiesa di Santa Corona in Vicenza è un singolare e pregevole organo costruito dall'organaro vicentino Giovanni Battista De Lorenzi.

## Storia
Il tempio di Santa Corona era dotato di organo almeno fin dal XV secolo. Esiste, infatti, un contratto stipulato il 21 giugno del 1432 tra i padri domenicani e l'organaro Giorgio d'Allemagna, dal quale si ricavano numerosi dati riguardanti lo strumento.
Non vi sono altre notizie relative alla costruzione di altri organi, se non alcune informazioni su riparazioni e restauri, fino al 1711. Nel medesimo anno l'organaro vicentino Filippo Martinotti iniziò la costruzione di un nuovo strumento, che venne terminato il 1 giugno 1713. L'organo Martinotti sopravvisse, tra riparazioni e accomodamenti, fino all'attuale organo De Lorenzi.
Nel 1849 fu interpellato l'illustre organaro vicentino Giovanni Battista De Lorenzi con l'intenzione di affidargli la
costruzione di un nuovo organo. Dopo la presentazione di ben quattro progetti l'organo fu
realizzato, con alcune varianti, negli anni 1855-56.
Lo strumento è stato restaurato nel 1975-76 da Alfredo Piccinelli e, successivamente, nel 2013, da Michel Formentelli.

## Descrizione
Lo strumento è collocato a sinistra dell'altare maggiore, in posizione sopraelevata, entro cassa
armonica in parte incassata nel muro che, come la cantoria (purtroppo mutila), è opera dell'architetto Luigi Dalla Vecchia (mentre i pregevoli intagli sono di
Francesco Lucchetta). La facciata è suddivisa in tre campate, di 9-15-9 canne di stagno,
appartenenti al principale 10' e al principale 20'. Davanti alla facciata, nella campata centrale, si
trovano il Flaugioletto e il Flauto in VIII soprani. La tastiera è unica, di 61 tasti (diatonici rivestiti di
osso e cromatici di ebano), con estensione La-1/la5. Pedaliera cromatica, non originale, di 24
tasti (Do1/Si2, più un 25º che aziona il Timballone) costantemente unita alla prima ottava del
manuale. Trasmissione integralmente meccanica. Somieri a tiro. Mantice a lanterna collocato nel
vano adiacente (opera dei fratelli Zordan) e mantice antiscosse, originale (a cuneo), collocato nel basamento
dell'organo. Lo strumento è giunto ai nostri giorni in condizioni eccezionali di integrità e originalità, seppur completamente reintonato alla "Formentelli": solo
tre piccole canne ad anima risultavano disperse, oltre la sostituzione della pedaliera e del mantice.

## Disposizione fonica
Manette a incastro finemente tornite, originali, collocate a destra della tastiera su due colonne, con cartellini
originali:
| Tromboni bassi [10']       |
| Trombe soprane             |
| Corno inglese [16' s.]     |
| Flauto traversiero [8' s.] |
| Flautone [16' s.]          |
| Viola ai bassi [4']        |
| Flauto in 8.va basso       |
| Flauto in 8.va sopra       |
| Flauto in 12.a sopra       |
| Flaugioletto [2' s.]       |
| Cornetta [in XVII s.]      |
| Bombardone [al ped.]       |
| Timballi                   |

| Principale di 20. b. |
| Principale di 20. s. |
| Principale di 10. b. |
| Principale di 10. s. |
| Ottava bassa         |
| Ottava soprana       |
| Duodecima            |
| Decima quinta        |
| Decimanona           |
| Vigesima seconda     |
| Vigesima ses. e n.   |
| Trigesima terza e s. |
| Contrabbassi         |
| Ottava               |
| Duodecima            |

## Accessori
Tiratutti, Doppia combinazione libera alla lombarda (azionabile da un unico pedaletto a
doppio punto d'incastro), Terza mano, Tremolo, Timballone.
L'organo è fonocromico; il somiere maestro è diviso in due scomparti, per cui ogni tasto agisce su
due distinti ventilabri: uno si apre premendo il tasto fino a mezza corsa (e si avverte al tocco un primo scatto), l'altro entra in azione
continuando la corsa del tasto fino in fondo. I registri fonocromici (Tromboni bassi, Trombe
soprane, Principale 10' bassi e soprani, Flauto traversiero, Viola ai bassi) sono costituiti ciascuno da due file di canne unisone, una posta sul primo scomparto del somiere e l'altra sul secondo. Essendo, poi, questo strumento a tastiera unica De Lorenzi ha
suddiviso gli altri registri (quelli non fonocromici) su ambedue gli scomparti, in modo da consentire di
ottenere in ogni caso due diverse sonorità, a seconda che il tasto venga premuto a metà o fino in fondo.